# 松江市立義務教育学校八束学園
松江市立義務教育学校八束学園（まつえしりつ ぎむきょういくがっこう やつかがくえん）は、島根県松江市八束町波入にある公立義務教育学校。
松江市立八束小学校と八束中学校の校舎が一体化され、2011年より松江市教育委員会指定小中一貫教育調査研究校区として発足し9学年制を導入した。この時点では併設型であり、松江市立八束小学校と八束中学校は制度的には存続していたが、2018年4月に小学校と中学校をあわせた制度である義務教育学校に移行し八束小学校と八束中学校も閉校となった。校舎は、大根島の中央部の大塚山の麓にある。

## 沿革
松江市立八束小学校
- 1873年（明治6年）5月 - 島北二子村に小学校を設立。
- 1875年（明治8年）6月 - 島内に4小学校と1分校設立。
- 1883年（明治16年）1月 - 合併して、波入・二子と入江分校と称した。
- 1884年（明治17年）12月 - 合併して島の中央大塚山の麓に校舎を新築し、蜛蝫（たこ）島小学校と称し江島に分校を置いた。
- 1887年（明治20年）11月 - 蜛蝫島尋常小学校・簡易小学校・江島簡易小学校とした。
- 1889年（明治22年）11月 - 波入尋常小学校と改称。
- 1941年（昭和16年）4月1日 - 国民学校令により八束村国民学校と改称。
- 1946年（昭和21年） - 江島に分校を設置。
- 1947年（昭和22年）4月1日 - 学制改革により八束村立八束小学校と改称。
- 1970年（昭和45年）4月1日 - 町制施行により八束町立八束小学校と改称。
- 2005年（平成17年）3月31日 - 市町村合併により松江市立八束小学校に改称。
- 2011年（平成23年）1月1日 - 中学校との統合校舎完成により小中一貫校・松江市立小中一貫校八束学園が開校。
- 2018年（平成30年）3月31日 - 義務教育学校移行により松江市立八束小学校が閉校。

松江市立八束中学校
- 1947年（昭和22年）4月 - 八束村立八束中学校発足、小学校校舎に併設。
- 1948年（昭和23年） - 独立校舎竣工。
- 1970年（昭和45年）4月1日 - 町制施行により八束町立八束中学校と改称。
- 2005年（平成17年）3月31日 - 市町村合併により松江市立八束中学校に改称。
- 2011年（平成23年）1月1日 - 小学校との統合校舎完成により小中一貫校・松江市立小中一貫校八束学園が開校。1月11日に開校式が挙行された。
- 2018年（平成30年）3月31日 - 義務教育学校移行により松江市立八束中学校が閉校。

義務教育学校八束学園
- 2018年（平成30年）4月1日 - 義務教育学校化して松江市立義務教育学校八束学園が発足。

## 部活動
7年生以上
- バレー部
- 卓球部
- 野球部
- 吹奏楽部

## エピソード
1978年の千葉真一の主演ドラマ『十字路』に同校の在校生がエキストラとしてドラマへ出演している。